# Carlos Varela
Carlos Varela (Ginevra, 15 settembre 1977) è un ex calciatore spagnolo, di ruolo centrocampista.

## Palmarès

### Club
- Campionato svizzero: 2

Servette: 1998-1999
Basilea: 2001-2002
- Coppa Svizzera: 2

Basilea: 2001-2002, 2002-2003